# Russel Friend
Russel Friend é um roteirista e produtor de televisão estadunidense. Conhecido por trabalhar em House e Smallville (série).